# 81 км (зупинний пункт, Південна залізниця)
81 кілометр — пасажирський залізничний зупинний пункт Полтавської дирекції Південної залізниці на лінії Бахмач-Пасажирський — Лохвиця.
Розташований на півдні міста Ромни Роменського району Сумської області між станціями Ромни (2 км) та Засулля (6 км).
На платформі зупиняються приміські поїзди.